# Kowloon Generic Romance
Kowloon Generic Romance (九龍ジェネリックロマンス Kūron Jenerikku Romansu?) es una serie de manga japonesa escrita e ilustrada por Jun Mayuzuki. Es serializada en la Weekly Young Jump de Shueisha desde noviembre de 2019. La historia se desarrolla en la Ciudad amurallada de Kowloon, Hong Kong. Una adaptación de la serie al anime de Arvo Animation se estrenó el 5 de abril de 2025. Una adaptación a película de acción real se estrenará en 2025.

## Argumento
En un futuro lejano, personas que adoran el estilo de vida tradicional viven en la Ciudad Amurallada de Kowloon, una barriada marginal que sirve de refugio a quienes añoran el Hong Kong del pasado. Sin embargo, la agente inmobiliaria Reiko Kujirai anhela los nuevos y emocionantes lugares de la zona. En cambio, su único compañero de trabajo, Hajime Kudou, disfruta de la nostalgia que evoca la ciudad y le desagrada cualquier modernidad que traspase sus muros. Pero a pesar de sus diferentes puntos de vista y sus constantes disputas sobre las cosas más mundanas, ambos a menudo disfrutan de la compañía mutua. A medida que comparten momentos en común, los sentimientos de Reiko por Hajime se intensifican. Pero cuando encuentra una foto de él con su antigua prometida, se sorprende al ver que aquella mujer es idéntica a ella. Reiko se da cuenta entonces de un escalofriante hecho: no recuerda nada de su pasado.

## Personajes
Reiko Kujirai (鯨井 令子 Kujirai Reiko?)
 Seiyū: Haruka Shiraishi
Hajime Kudou (工藤 発 Kudō Hajime?)
 Seiyū: Tomokazu Sugita
Miyuki Hebinuma (蛇沼 みゆき Hebinuma Miyuki?)
 Seiyū: Ryōtarō Okiayu
Tao Gwen (タオ・グエン Tao Guen?)
 Seiyū: Taito Ban
Yaomay (楊明 Yōmei?)
 Seiyū: Aoi Koga
Xiaohei (小黒 Shaohei?)
 Seiyū: Sayumi Suzushiro
Yūlong (ユウロン Yūron?)
 Seiyū: Kengo Kawanishi

## Producción
Según Mayuzuki, tuvo la idea de lanzar una serie sobre la ciudad amurallada de Kowloon incluso cuando su trabajo anterior Koi wa Ameagari no You ni todavía estaba siendo serializado. Le gusta el tema de la ciudad amurallada de Kowloon y lo supo por primera vez en la puerta de Kowloon cuando era joven.

## Contenido de la obra

### Manga
Kowloon Generic Romance es escrita e ilustrada por Jun Mayuzuki. Es serializada en la Weekly Young Jump de Shueisha desde noviembre de 2019. Shueisha ha recopilados sus capítulos individuales en volúmenes tankōbon. El primer volumen fue publicado el 19 de febrero de 2020. Se han publicado once volúmenes hasta la fecha.
La serie está licenciada en Francia por Kana.

#### Lista de volúmenes
| Volúmenes de manga publicados | Volúmenes de manga publicados | Volúmenes de manga publicados | Volúmenes de manga publicados | Volúmenes de manga publicados |
| Número                        | Fecha de lanzamiento          | ISBN                          | Fecha de lanzamiento          | ISBN                          |
| ----------------------------- | ----------------------------- | ----------------------------- | ----------------------------- | ----------------------------- |
| 1                             | 19 de febrero de 2020         | ISBN 978-4-08-891488-6        | 6 de mayo de 2022             | ISBN 978-84-679-4733-5        |
| 2                             | 17 de julio de 2020           | ISBN 978-4-08-891532-6        | 29 de julio de 2022           | ISBN 978-84-679-4734-2        |
| 3                             | 19 de noviembre de 2020       | ISBN 978-4-08-891728-3        | 23 de septiembre de 2022      | ISBN 978-84-679-4735-9        |
| 4                             | 19 de febrero de 2021         | ISBN 978-4-08-891829-7        | 13 de enero de 2023           | ISBN 978-84-679-4736-6        |
| 5                             | 18 de junio de 2021           | ISBN 978-4-08-892012-2        | 14 de abril de 2023           | ISBN 978-84-679-6124-9        |
| 6                             | 19 de noviembre de 2021       | ISBN 978-4-08-892131-0        | 4 de agosto de 2023           | ISBN 978-84-679-6125-6        |
| 7                             | 18 de mayo de 2022            | ISBN 978-4-08-892271-3        | 19 de enero de 2024           | ISBN 978-84-679-6126-3        |
| 8                             | 19 de diciembre de 2022       | ISBN 978-4-08-892433-5        | 7 de junio de 2024            | ISBN 978-84-679-6127-0        |
| 9                             | 19 de octubre de 2023         | ISBN 978-4-08-892863-0        | —                             | —                             |
| 10                            | 18 de octubre de 2024         | ISBN 978-4-08-893267-5        | —                             | —                             |
| 11                            | 17 de abril de 2025           | ISBN 978-4-08-893715-1        | —                             | —                             |

### Anime
En octubre de 2024, se anunció que la serie recibiría una adaptación al anime. Está producida por Arvo Animation y dirigida por Yoshiaki Iwasaki, con Jin Tanaka encargandose de la composición de serie, diseños de personajes de Yuka Shibata, dirección de arte de Yūji Kaneko y música compuesta por Ryōhei Sataka. Se estrenó el 5 de abril de 2025 en TV Tokyo. La serie constará de 13 episodios. El tema de apertura es «Summertime Ghost», interpretado por Wednesday Campanella, mientras que el tema de cierre es «Koi no Retronym» (恋のレトロニム Koi no Retoronimu?), interpretado por mekakushe. Crunchyroll obtuvo la licencia de la serie fuera de Asia. Medialink obtuvo la licencia de la serie en el sur y sudeste de Asia para su transmisión en el canal de YouTube de Ani-One Asia.

### Película de imagen real
En octubre de 2024, se anunció que la serie recibirá una adaptación cinematográfica de acción real que se estrenará en 2025.

## Recepción
En 2020, el manga fue uno de los 50 nominados para la 6.ª edición de los Next Manga Awards. Kowloon Generic Romance ocupó el tercer lugar en la lista de los mejores manga de 2021 para lectores masculinos Kono Manga ga Sugoi de Takarajimasha. Kowloon Generic Romance fue nominado para la 14.ª edición de los Manga Taishō en 2021 y quedó noveno con 46 puntos. Kowloon Generic Romance ocupó el puesto 66 en el ranking de la comunidad de manga de Alu "My Manga Best5" en 2020, en el que participaron 46,641 usuarios (a través de Twitter).